# Verrettes
Verrettes er en by i Artibonite i den nordlige del af Haiti. Byen er placeret på rute 109 omkring 60 kilometer nordøst for Haitis hovedstad Port-au-Prince. Den 1. januar 1997 boede der 31.413 indbyggere i Verrettes. Antallet af indbyggere voksede i 2003 til 90.226 indbyggere.